# Дискография альбомов Элтона Джона

## Студийные альбомы
1969 — Empty Sky
Дата официального выпуска: 3 июня
Высшее место в хит-параде: США — 6 (1975); Канада — 30 (1975);
Мировые продажи: — 1,500 000.
1970 — Elton John
Дата официального выпуска: 10 апреля
Высшее место в хит-параде: Великобритания — 11; США — 4; Япония — 40; Канада — 4;
Сертификация: RIAA — Золотой;
Мировые продажи: — 7 000 000.
1970 — Tumbleweed Connection
Дата официального выпуска: 30 октября
Высшее место в хит-параде: Великобритания — 2; США — 5; Япония — 30; Канада — 4;
Сертификация: RIAA — Платиновый;
Мировые продажи: — 7 000 000.
1971 — Madman Across The Water
Дата официального выпуска: 5 ноября
Высшее место в хит-параде: Великобритания — 41; США — 8; Италия — 14;
Сертификация: RIAA — 2 x Мульти-Платиновый;
Мировые продажи: — 8 000 000.
1972 — Honky Chateau
Дата официального выпуска: 19 мая
Высшее место в хит-параде: Великобритания — 2; США — 1; Германия — 43; Италия — 5;
Сертификация: RIAA — Платиновый; BPI — Платиновый;
Мировые продажи: — 9 000 000.
1973 — Don't Shoot Me, I'm Only The Piano Player
Дата официального выпуска: 22 января
Высшее место в хит-параде: Великобритания — 1; США — 1; Австралия — 1; Германия — 16; Италия — 1;
Сертификация: RIAA — 3 x Мульти-Платиновый; BPI — 2 x Мульти-Платиновый;
Мировые продажи: — 12 000 000.
1973 — Goodbye Yellow Brick Road
Дата официального выпуска: 5 октября
Высшее место в хит-параде: Великобритания — 1; США — 1; Австралия — 1; Германия — 41; Италия — 5;
Сертификация: RIAA — 7 x Мульти-Платиновый; BPI — 3 x Мульти-Платиновый;
Мировые продажи: — 31 000 000.
1974 — Caribou
Дата официального выпуска: 28 июня
Высшее место в хит-параде: Великобритания — 1; США — 1; Австралия — 2; Германия — 30; Италия — 8;
Сертификация: RIAA — 2 x Мульти-Платиновый; BPI — Платиновый;
Мировые продажи: — 12 000 000.
1975 — Captain Fantastic and the Brown Dirt Cowboy
Дата официального выпуска: 23 мая
Высшее место в хит-параде: Великобритания — 2; США — 1; Австралия — 1; Германия — 22; Франция — 5; Италия — 12;
Сертификация: RIAA — 3 x Мульти-Платиновый; BPI — Золотой;
Мировые продажи: — 15 000 000.
1975 — Rock of the Westies
Дата официального выпуска: 4 октября
Высшее место в хит-параде: Великобритания — 5; США — 1; Германия — 33; Италия — 16;
Сертификация: RIAA — Платиновый; BPI — Золотой;
Мировые продажи: — 10 000 000.
1976 — Blue Moves
Дата официального выпуска: 22 октября
Высшее место в хит-параде: Великобритания — 3; США — 3; Германия — 39; Франция — 12; Италия — 9;
Сертификация: RIAA — Платиновый; BPI — Золотой;
Мировые продажи: — 10 000 000.
1978 — A Single Man
Дата официального выпуска: 10 октября
Высшее место в хит-параде: Великобритания — 8; США — 15; Германия — 17; Франция — 12;
Сертификация: RIAA — Платиновый; BPI — Платиновый;
Мировые продажи: — 6 000 000.
1979 — Victim Of Love
Дата официального выпуска: 13 октября
Высшее место в хит-параде: Великобритания — 41; США — 35; Канада — 28; Норвегия — 18;
Мировые продажи: — 3 000 000.
1980 — 21 At 33
Дата официального выпуска: 13 мая
Высшее место в хит-параде: Великобритания — 12; США — 13; Германия — 21; Франция — 10; Италия — 25;
Сертификация: RIAA — Золотой; BPI — Золотой;
Мировые продажи: — 6 000 000.
1981 — The Fox
Дата официального выпуска: 20 мая
Высшее место в хит-параде: Великобритания — 12; США — 21; Германия — 34; Франция — 10;
Сертификация: BPI — Серебряный;
Мировые продажи: — 8 000 000.
1982 — Jump Up!
Дата официального выпуска: 9 апреля
Высшее место в хит-параде: Великобритания — 13; США — 17; Германия — 47; Франция — 12
Сертификация: RIAA — Золотой; BPI — Серебряный;
Мировые продажи: — 10 000 000.
1983 — Too Low For Zero
Дата официального выпуска: июнь
Высшее место в хит-параде: Великобритания — 7; США — 25; Германия — 5; Франция — 11;
Сертификация: RIAA — Платиновый; BPI — 2 x Мульти-Золотой;
Мировые продажи: — 14 000 000.
1984 — Breaking Hearts
Дата официального выпуска: июнь
Высшее место в хит-параде: Великобритания — 2; США — 20; Австралия — 1; Германия — 5;
Сертификация: RIAA — Платиновый; BPI — Золотой;
Мировые продажи: — 9 000 000.
1985 — Ice On Fire
Дата официального выпуска: ноябрь
Высшее место в хит-параде: Великобритания — 3; США — 48; Германия — 5
Сертификация: RIAA — Золотой; BPI — Платиновый;
Мировые продажи: — 8 000 000.
1986 — Leather Jackets
Дата официального выпуска: ноябрь
Высшее место в хит-параде: Великобритания — 24; США — 91; Германия — 21;
Сертификация: BPI — Золотой;
Мировые продажи: — 7 000 000.
1988 — Reg Strikes Back
Дата официального выпуска: июнь
Высшее место в хит-параде: Великобритания — 18; США — 16; Австралия — 13; Германия — 18; Италия — 3;
Сертификация: RIAA — Золотой; BPI — Серебряный;
Мировые продажи: — 9 000 000.
1989 — Sleeping With The Past
Дата официального выпуска: сентябрь
Высшее место в хит-параде: Великобритания — 1; США — 23; Австралия — 1; Германия — 22; Франция — 5; Италия — 12;
Сертификация: RIAA — Платиновый; BPI — 3 x Мульти-Платиновый;
Мировые продажи: — 14 000 000.
1992 — The One
Дата официального выпуска: 22 июня
Высшее место в хит-параде: Великобритания — 2; США — 8; Австралия — 2; Германия — 1; Франция — 1; Италия — 1;
Сертификация: RIAA — 2 x Мульти-Платиновый; BPI — Золотой;
Мировые продажи: — 16 000 000.
1993 — Duets
Дата официального выпуска: ноябрь
Высшее место в хит-параде: Великобритания — 5; США — 25; Австралия — 12; Германия — 10; Италия — 3;
Сертификация: RIAA — Платиновый; BPI — Платиновый;
Мировые продажи: — 4 000 000.
1995 — Made in England
Дата официального выпуска: 20 марта
Высшее место в хит-параде: Великобритания — 3; США — 13; Австралия — 6; Германия — 4; Франция — 2; Италия — 4;
Сертификация: RIAA — Платиновый; BPI — Золотой;
Мировые продажи: — 10 000 000.
1997 — The Big Picture
Дата официального выпуска: 22 сентября
Высшее место в хит-параде: Великобритания — 3; США — 9; Австралия — 5; Германия — 8; Италия — 1;
Сертификация: RIAA — Платиновый; BPI — Платиновый;
Мировые продажи: — 9 000 000.
2001 — Songs from the West Coast
Дата официального выпуска: 1 октября
Высшее место в хит-параде: Великобритания — 2; США — 15; Австралия — 7; Германия — 14; Франция — 19; Италия — 3;
Сертификация: RIAA — Золотой; BPI — 2 х Мульти-Платиновый;
Мировые продажи: — 7 000 000.
2004 — Peachtree Road
Дата официального выпуска: 8 ноября
Высшее место в хит-параде: Великобритания — 21; США — 17; Австралия — 44; Германия — 31; Франция — 62; Италия — 25;
Сертификация: RIAA — Золотой; BPI — Золотой;
Мировые продажи: — 5 000 000.
2006 — The Captain & The Kid
Дата официального выпуска: 18 сентября
Высшее место в хит-параде: Великобритания — 6; США — 18; Австралия — 37; Германия — 25; Франция — 56;
Сертификация:
Мировые продажи: — 9 500 000.
2010 — The Union (с участием Leon Russell)
Дата официального выпуска: 19 октября
Высшее место в хит-параде: Великобритания — 12; США — 3;
Сертификация:BPI — Серебряный;
Мировые продажи:
2013 — The Diving Board
Дата официального выпуска: 16 сентября
Высшее место в хит-параде: Великобритания — 3;
Сертификация:
Мировые продажи:
2016 — Wonderful Crazy Night
Дата официального выпуска: 5 февраля
Высшее место в хит-параде: Великобритания — 6; Австралия — 11; Италия — 15;
Сертификация:
Мировые продажи:
2021 — The Lockdown Sessions
Дата официального выпуска: 22 октября
Высшее место в хит-параде:
Сертификация:
Мировые продажи:
2025 — Who Believes in Angels?
Дата официального выпуска: 4 апреля
Высшее место в хит-параде:
Сертификация:
Мировые продажи:

## Сборники
1974 — Elton John’s Greatest Hits (на английском)
1977 — Elton John’s Greatest Hits Volume II
1980 — Lady Samantha
1980 — Elton John’s Milestones
1985 — Your Songs
1987 — Elton John’s Greatest Hits Volume III
1990 — To Be Connected
1990 — The Very Best Of Elton John
1992 — Rare Masters (на английском)
1992 — Elton John’s Greatest Hits 1976-1986
1994 — Chartbusters Go Pop! 20 Legendary Covers from 1969/70 as Sung by Elton John
1994 — Classic Elton John
1995 — Love Songs (на английском)
2002 — Greatest Hits (1970 - 2002)
2005 — Elton John’s Christmas Party
2007 — Rocket Man - The Definitive Hits (на английском)

## Концертные записи
1971 — 11-17-70 (на английском)
1976 — Here And There
1979 — A Single Man In Moscow
1987 — Elton John Live In Australia With The Melbourne Symphony Orchestra
1992 — Elton John Live In Barcelona
1999 — Live At The Ritz
2000 — One Night Only
2008 — Red Piano In Las Vegas Concert

## Саундтреки
1971 — Friends
1994 — The Lion King
1998 — Elton John And Tim Rice's Aida (на английском)
1999 — The Muse (Soundtrack)
2000 — Дорога на Эльдорадо
2005 — Billy Elliot The Musical
2006 — Lestat: The Musical
2011 — Gnomeo & Juliet